# U-21-Fußball-Europameisterschaft 2019
Die Endrunde der U-21-Fußball-Europameisterschaft 2019 fand vom 16. bis 30. Juni 2019 erstmals in Italien und San Marino statt. Als Gastgeber war die Mannschaft aus Italien für die Runde der letzten zwölf Teams qualifiziert. Alle anderen elf Mannschaften mussten sich aus einem Kreis von 54 Mannschaften, darunter auch Co-Gastgeber San Marino, für die Endrunde qualifizieren. Es durften Spieler teilnehmen, die am oder nach dem 1. Januar 1996 geboren sind.
Das Turnier diente auch als europäische Qualifikation für das Fußballturnier der Männer bei den Olympischen Spielen 2020 in Tokio. Dort startberechtigt sind die vier Nationen, die sich für das Halbfinale qualifizierten.

## Qualifikation
Die 54 Mannschaften spielten in neun Gruppen zu je sechs Mannschaften jeweils ein Hin- und Rückspiel. Die neun Gruppensieger qualifizierten sich direkt für die Endrunde, die vier besten Gruppenzweiten traten in den Play-offs in einem Hin- und Rückspiel gegeneinander an und ermittelten die zwei verbleibenden Teilnehmer.
Die Gruppenspiele der Qualifikation fanden im Zeitraum vom 20. März 2017 bis zum 16. Oktober 2018 statt, die Play-off-Hinspiele am 12. November 2018 und die Rückspiele am 20. November 2018.

## Modus
Die zwölf Mannschaften wurden in drei Gruppen à vier Mannschaften eingeteilt. Die Gruppensieger sowie der beste Zweitplatzierte erreichten das Halbfinale, die Sieger der Halbfinals das Finale. Bei Punktgleichheit mehrerer Mannschaften nach der Gruppenphase wurde die Platzierung nach folgenden Kriterien in dieser Reihenfolge ermittelt:
1. höhere Punktzahl aus den Direktbegegnungen der betreffenden Mannschaften
2. bessere Tordifferenz aus den Direktbegegnungen der betreffenden Mannschaften
3. größere Anzahl erzielter Tore aus den Direktbegegnungen der betreffenden Mannschaften
4. wenn nach der Anwendung der Kriterien 1 bis 3 immer noch mehrere Mannschaften denselben Platz belegen, werden die Kriterien 1 bis 3 erneut angewendet, jedoch ausschließlich auf die Direktbegegnungen der betreffenden Mannschaften, um deren definitive Platzierung zu bestimmen. Führt dieses Vorgehen keine Entscheidung herbei, werden die Kriterien 5 bis 8 angewendet
5. bessere Tordifferenz aus allen Gruppenspielen
6. größere Anzahl erzielter Tore aus allen Gruppenspielen
7. geringere Gesamtzahl an Strafpunkten auf der Grundlage der in allen Gruppenspielen erhaltenen gelben und roten Karten (rote Karte = 3 Punkte, gelbe Karte = 1 Punkt, Platzverweis nach zwei gelben Karten = 3 Punkte)
8. Platzierung in der U-21-Nationalmannschafts-Koeffizientenrangliste, die für die Auslosung der Endrunde verwendet wurde

Trafen zwei Mannschaften im letzten Gruppenspiel aufeinander, die dieselbe Anzahl Punkte, die gleiche Tordifferenz und dieselbe Anzahl Tore aufwiesen, und endete das betreffende Spiel unentschieden, wurde die endgültige Platzierung der beiden Teams durch Elfmeterschießen ermittelt, vorausgesetzt, dass keine andere Mannschaft derselben Gruppe nach Abschluss der Gruppenphase dieselbe Anzahl an Punkten hatte.

## Teilnehmer
Für die Endrunde hatten sich folgende Mannschaften qualifiziert:
- Italien (Gastgeber)
- Kroatien (Sieger Gruppe 1)
- Spanien (Sieger Gruppe 2)
- Dänemark (Sieger Gruppe 3)
- England (Sieger Gruppe 4)
- Deutschland (Sieger Gruppe 5)
- Belgien (Sieger Gruppe 6)
- Serbien (Sieger Gruppe 7)
- Rumänien (Sieger Gruppe 8)
- Frankreich (Sieger Gruppe 9)
- Polen (Play-off-Sieger)
- Österreich (Play-off-Sieger)

Bei der Gruppenauslosung  wurde Ausrichter Italien mit Titelverteidiger Deutschland und England in Topf 1 gesetzt. Der Topf 2 beinhaltete Spanien, Dänemark und Frankreich. Die restlichen Mannschaften wurden in Topf 3 eingeteilt.

## Auslosung
Die Auslosung fand am 23. November 2018 in Bologna statt und wurde von Andrea Pirlo, der selbst 46 Spiele für die italienische U21-Nationalmannschaft bestritt, vorgenommen.
GRUPPE A
- Italien
- Spanien
- Polen
- Belgien

GRUPPE B
- Deutschland
- Dänemark
- Serbien
- Österreich

GRUPPE C
- England
- Frankreich
- Rumänien
- Kroatien

## Spielorte
Der italienische Fußballverband gab am 9. Dezember 2016 die sechs Stadien bekannt, in welchen die Europameisterschaft durchgeführt werden sollte.
| Bologna |

| Reggio nell’Emilia |

| Cesena |

| Triest |

| Udine |

| Serravalle |

| Bologna |

| Reggio nell’Emilia |

| Cesena |

| Triest |

| Udine |

| Serravalle |

## Kader der deutschen U-21-Nationalmannschaft
Folgende Spieler standen im Wettbewerbsaufgebot:
| Nr.        | Spieler                | Verein (Liga)                         | Geburtstag    | Bundesligaspiele | Einsätze     | Tore         |     |
| Tor        | Tor                    | Tor                                   | Tor           | Tor              | Tor          | Tor          | Tor |
| ---------- | ---------------------- | ------------------------------------- | ------------- | ---------------- | ------------ | ------------ | --- |
| 01         | Alexander Nübel        | FC Schalke 04 (Bundesliga)            | 30. Sep. 1996 | 20               | 5            | 0            |     |
| 12         | Florian Müller         | 1. FSV Mainz 05 (Bundesliga)          | 13. Nov. 1997 | 29               | ohne Einsatz | ohne Einsatz |     |
| 23         | Markus Schubert        | Dynamo Dresden (2. Bundesliga)        | 12. Juni 1998 | –                | ohne Einsatz | ohne Einsatz |     |
| Abwehr     |                        |                                       |               |                  |              |              |     |
| 02         | Benjamin Henrichs      | AS Monaco (Ligue 1)                   | 23. Feb. 1997 | 62               | 4            | 0            |     |
| 03         | Lukas Klostermann      | RB Leipzig (Bundesliga)               | 3. Juni 1996  | 53               | 5            | 0            |     |
| 04         | Jonathan Tah           | Bayer 04 Leverkusen (Bundesliga)      | 11. Feb. 1996 | 1250             | 5            | 0            |     |
| 05         | Timo Baumgartl         | VfB Stuttgart (Bundesliga)            | 4. März 1996  | 86               | 5            | 0            |     |
| 14         | Maximilian Mittelstädt | Hertha BSC (Bundesliga)               | 18. März 1997 | 51               | 1            | 0            |     |
| 15         | Waldemar Anton         | Hannover 96 (Bundesliga)              | 20. Juli 1996 | 69               | ohne Einsatz | ohne Einsatz |     |
| 17         | Felix Uduokhai         | VfL Wolfsburg (Bundesliga)            | 9. Sep. 1997  | 30               | ohne Einsatz | ohne Einsatz |     |
| Mittelfeld |                        |                                       |               |                  |              |              |     |
| 06         | Maximilian Eggestein   | Werder Bremen (Bundesliga)            | 8. Dez. 1996  | 91               | 5            | 0            |     |
| 07         | Levin Öztunali         | 1. FSV Mainz 05 (Bundesliga)          | 15. März 1996 | 1260             | 5            | 0            |     |
| 08         | Mahmoud Dahoud         | Borussia Dortmund (Bundesliga)        | 1. Jan. 1996  | 98               | 5            | 1            |     |
| 11         | Marco Richter          | FC Augsburg (Bundesliga)              | 24. Nov. 1997 | 37               | 4            | 3            |     |
| 16         | Suat Serdar            | FC Schalke 04 (Bundesliga)            | 11. Apr. 1997 | 71               | 3            | 0            |     |
| 18         | Nadiem Amiri           | TSG 1899 Hoffenheim (Bundesliga)      | 27. Okt. 1996 | 1060             | 5            | 3            |     |
| 19         | Florian Neuhaus        | Borussia Mönchengladbach (Bundesliga) | 16. März 1997 | 32               | 5            | 0            |     |
| 20         | Robin Koch             | SC Freiburg (Bundesliga)              | 17. Juli 1996 | 50               | 2            | 0            |     |
| 21         | Arne Maier             | Hertha BSC (Bundesliga)               | 8. Jan. 1999  | 42               | 3            | 1            |     |
| 22         | Eduard Löwen           | 1. FC Nürnberg (Bundesliga)           | 28. Jan. 1997 | 22               | ohne Einsatz | ohne Einsatz |     |
| Sturm      |                        |                                       |               |                  |              |              |     |
| 09         | Lukas Nmecha           | Preston North End (Championship)      | 14. Dez. 1998 | –                | 3            | 0            |     |
| 10         | Luca Waldschmidt       | SC Freiburg (Bundesliga)              | 19. Mai 1996  | 80               | 5            | 7            |     |
| 13         | Johannes Eggestein     | Werder Bremen (Bundesliga)            | 8. Mai 1998   | 30               | ohne Einsatz | ohne Einsatz |     |

## Kader der österreichischen U-21-Nationalmannschaft
Folgende Spieler standen im Wettbewerbsaufgebot:
| 01         | Johannes Kreidl       | SV Ried                  | 7. März 1996  | ohne Einsatz | ohne Einsatz |
| 12         | Patrick Pentz         | FK Austria Wien          | 2. Jan. 1997  | ohne Einsatz | ohne Einsatz |
| 23         | Alexander Schlager    | LASK                     | 1. Feb. 1996  | 3            | 0            |
| Abwehr     |                       |                          |               |              |              |
| 02         | Marco Friedl          | Werder Bremen            | 16. März 1998 | 2            | 0            |
| 04         | Stefan Posch          | TSG 1899 Hoffenheim      | 14. Mai 1997  | 3            | 0            |
| 05         | Philipp Lienhart      | SC Freiburg              | 11. Juli 1996 | 3            | 1            |
| 10         | Petar Gluhakovic      | FK Austria Wien          | 25. März 1996 | ohne Einsatz | ohne Einsatz |
| 13         | Maximilian Ullmann    | LASK                     | 17. Juni 1996 | 2            | 0            |
| 15         | Dario Maresic         | SK Sturm Graz            | 29. Sep. 1999 | ohne Einsatz | ohne Einsatz |
| 17         | Sandro Ingolitsch     | SKN St. Pölten           | 18. Apr. 1997 | 2            | 0            |
| Mittelfeld |                       |                          |               |              |              |
| 03         | Emir Karic            | SCR Altach               | 9. Juni 1997  | ohne Einsatz | ohne Einsatz |
| 06         | Kevin Danso           | FC Augsburg              | 19. Sep. 1998 | 3            | 1            |
| 08         | Xaver Schlager        | FC Red Bull Salzburg     | 28. Sep. 1997 | 3            | 0            |
| 11         | Mathias Honsak        | Holstein Kiel            | 20. Dez. 1996 | 3            | 0            |
| 14         | Husein Balić          | SKN St. Pölten           | 15. Feb. 1996 | 3            | 0            |
| 17         | Ivan Ljubic           | SKN Sturm Graz           | 7. Juli 1996  | 2            | 0            |
| 18         | Dejan Ljubičić        | SK Rapid Wien            | 8. Okt. 1997  | 2            | 0            |
| 19         | Hannes Wolf           | FC Red Bull Salzburg     | 16. Apr. 1999 | 1            | 1            |
| 20         | Christoph Baumgartner | TSG 1899 Hoffenheim      | 1. Aug. 1999  | 2            | 0            |
| 21         | Sascha Horvath        | FC Wacker Innsbruck      | 22. Aug. 1996 | 3            | 1            |
| Sturm      |                       |                          |               |              |              |
| 07         | Adrian Grbić          | SCR Altach               | 4. Aug. 1996  | 2            | 0            |
| 09         | Marko Kvasina         | SV Mattersburg           | 20. Dez. 1996 | 1            | 0            |
| 16         | Saša Kalajdžić        | FC Admira Wacker Mödling | 7. Juli 1997  | 2            | 0            |

## Vorrunde

### Gruppe A
| Pl. | Land    | Sp. | S | U | N | Tore    | Diff. | Punkte |
| --- | ------- | --- | - | - | - | ------- | ----- | ------ |
| 1.  | Spanien | 3   | 2 | 0 | 1 | 008:400 | +4    | 06     |
| 2.  | Italien | 3   | 2 | 0 | 1 | 006:300 | +3    | 06     |
| 3.  | Polen   | 3   | 2 | 0 | 1 | 004:700 | −3    | 06     |
| 4.  | Belgien | 3   | 0 | 0 | 3 | 004:800 | −4    | 0      |

|                                                       |   |         |           |
| So., 16. Juni 2019 um 18:30 Uhr in Reggio nell’Emilia |   |         |           |
| Polen                                                 | – | Belgien | 3:2 (1:1) |
| So., 16. Juni 2019 um 21:00 Uhr in Bologna            |   |         |           |
| Italien                                               | – | Spanien | 3:1 (1:1) |
| Mi., 19. Juni 2019 um 18:30 Uhr in Reggio nell’Emilia |   |         |           |
| Spanien                                               | – | Belgien | 2:1 (1:1) |
| Mi., 19. Juni 2019 um 21:00 Uhr in Bologna            |   |         |           |
| Italien                                               | – | Polen   | 0:1 (0:1) |
| Sa., 22. Juni 2019 um 21:00 Uhr in Reggio nell’Emilia |   |         |           |
| Belgien                                               | – | Italien | 1:3 (0:1) |
| Sa., 22. Juni 2019 um 21:00 Uhr in Bologna            |   |         |           |
| Spanien                                               | – | Polen   | 5:0 (3:0) |

### Gruppe B
| Pl. | Land        | Sp. | S | U | N | Tore    | Diff. | Punkte |
| --- | ----------- | --- | - | - | - | ------- | ----- | ------ |
| 1.  | Deutschland | 3   | 2 | 1 | 0 | 010:300 | +7    | 07     |
| 2.  | Dänemark    | 3   | 2 | 0 | 1 | 006:400 | +2    | 06     |
| 3.  | Österreich  | 3   | 1 | 1 | 1 | 004:400 | ±0    | 04     |
| 4.  | Serbien     | 3   | 0 | 0 | 3 | 001:100 | −9    | 0      |

|                                           |   |             |           |
| Mo., 17. Juni 2019 um 18:30 Uhr in Triest |   |             |           |
| Serbien                                   | – | Österreich  | 0:2 (0:1) |
| Mo., 17. Juni 2019 um 21:00 Uhr in Udine  |   |             |           |
| Deutschland                               | – | Dänemark    | 3:1 (1:0) |
| Do., 20. Juni 2019 um 18:30 Uhr in Udine  |   |             |           |
| Dänemark                                  | – | Österreich  | 3:1 (1:0) |
| Do., 20. Juni 2019 um 21:00 Uhr in Triest |   |             |           |
| Deutschland                               | – | Serbien     | 6:1 (3:0) |
| So., 23. Juni 2019 um 21:00 Uhr in Udine  |   |             |           |
| Österreich                                | – | Deutschland | 1:1 (1:1) |
| So., 23. Juni 2019 um 21:00 Uhr in Triest |   |             |           |
| Dänemark                                  | – | Serbien     | 2:0 (1:0) |

### Gruppe C
| Pl. | Land       | Sp. | S | U | N | Tore    | Diff. | Punkte |
| --- | ---------- | --- | - | - | - | ------- | ----- | ------ |
| 1.  | Rumänien   | 3   | 2 | 1 | 0 | 008:300 | +5    | 07     |
| 2.  | Frankreich | 3   | 2 | 1 | 0 | 003:100 | +2    | 07     |
| 3.  | England    | 3   | 0 | 1 | 2 | 006:900 | −3    | 01     |
| 4.  | Kroatien   | 3   | 0 | 1 | 2 | 004:800 | −4    | 01     |

|                                               |   |            |           |
| Di., 18. Juni 2019 um 18:30 Uhr in Serravalle |   |            |           |
| Rumänien                                      | – | Kroatien   | 4:1 (2:1) |
| Di., 18. Juni 2019 um 21:00 Uhr in Cesena     |   |            |           |
| England                                       | – | Frankreich | 1:2 (0:0) |
| Fr., 21. Juni 2019 um 18:30 Uhr in Cesena     |   |            |           |
| England                                       | – | Rumänien   | 2:4 (0:0) |
| Fr., 21. Juni 2019 um 21:00 Uhr in Serravalle |   |            |           |
| Frankreich                                    | – | Kroatien   | 1:0 (1:0) |
| Mo., 24. Juni 2019 um 21:00 Uhr in Serravalle |   |            |           |
| Kroatien                                      | – | England    | 3:3 (1:1) |
| Mo., 24. Juni 2019 um 21:00 Uhr in Cesena     |   |            |           |
| Frankreich                                    | – | Rumänien   | 0:0       |

### Rangliste der Gruppenzweiten
Zur Ermittlung des besten Gruppenzweiten, der neben den Gruppenersten zur Teilnahme am Halbfinale berechtigt war, fanden folgende Kriterien Anwendung:
1. höhere Punktzahl
2. bessere Tordifferenz
3. größere Anzahl erzielter Tore
4. geringere Gesamtzahl an Strafpunkten auf der Grundlage der in allen Gruppenspielen erhaltenen gelben und roten Karten (rote Karte = 3 Punkte, gelbe Karte = 1 Punkt, Platzverweis nach zwei gelben Karten = 3 Punkte)
5. Platzierung in der U-21-Nationalmannschafts-Koeffizientenrangliste, die für die Auslosung der Endrunde verwendet wurde

| 1. | Frankreich (C) | 3 | 2 | 1 | 0 | 003:100 | +2 | 07 | 3 | 0 | 0 |
| 2. | Italien (A)    | 3 | 2 | 0 | 1 | 006:300 | +3 | 06 | 8 | 0 | 0 |
| 3. | Dänemark (B)   | 3 | 2 | 0 | 1 | 006:400 | +2 | 06 | 6 | 0 | 0 |

## Finalrunde
Hätte sich England für das Halbfinale qualifiziert, hätten der zweit- und drittbeste Gruppenzweite am 28. Juni 2019 um 21:00 Uhr in Cesena ein Play-off-Spiel für den letzten verbleibenden Startplatz bei den Olympischen Spielen 2020 bestritten, da England bei Olympia nicht startberechtigt ist.

### Halbfinale
Die drei Gruppenersten und das beste zweitplatzierte Team tragen das Halbfinale aus.
|                                                       |   |            |           |
| Do., 27. Juni 2019 um 18:00 Uhr in Bologna            |   |            |           |
| Deutschland                                           | – | Rumänien   | 4:2 (1:2) |
| Do., 27. Juni 2019 um 21:00 Uhr in Reggio nell’Emilia |   |            |           |
| Spanien                                               | – | Frankreich | 4:1 (2:1) |

### Finale
|                                          |   |         |           |
| So., 30. Juni 2019 um 20:45 Uhr in Udine |   |         |           |
| Deutschland                              | – | Spanien | 1:2 (0:1) |

## Beste Torschützen
Nachfolgend aufgelistet sind die besten Torschützen der Endrunde, die mindestens zwei Tore erzielt haben. Die Sortierung erfolgt nach Anzahl der geschossenen Tore, bei gleicher Trefferzahl sind die Vorlagen und danach die Spielminuten ausschlaggebend. Weitere Kriterien wären Tore in der Qualifikation, Karten in der Endrunde und Karten in der Qualifikation.
| Rang     | Spieler          | Tore | Vorlagen | Spielminuten |
| -------- | ---------------- | ---- | -------- | ------------ |
| 01       | Luca Waldschmidt | 7    | 1        | 450          |
| 02       | George Pușcaș    | 4    | 0        | 348          |
| 03       | Marco Richter    | 3    | 2        | 217          |
| 04       | Nadiem Amiri     | 3    | 2        | 279          |
| 05       | Dani Olmo        | 3    | 1        | 360          |
| 06       | Federico Chiesa  | 3    | 0        | 270          |
| 07       | Fabián           | 2    | 2        | 283          |
| 08       | Dani Ceballos    | 2    | 2        | 432          |
| 09       | Joakim Mæhle     | 2    | 1        | 180          |
| 10       | Pablo Fornals    | 2    | 1        | 320          |
| 11       | Mikel Oyarzabal  | 2    | 1        | 331          |
| 12       | Josip Brekalo    | 2    | 0        | 131          |
| 13       | Florinel Coman   | 2    | 0        | 169          |
| 14       | Borja Mayoral    | 2    | 0        | 235          |
| 15       | Nikola Vlašić    | 2    | 0        | 246          |
| 16       | Krystian Bielik  | 2    | 0        | 270          |
| 17       | Ianis Hagi       | 2    | 0        | 357          |
| Endstand |                  |      |          |              |

## Mannschaft des Turniers
Die technischen Beobachter des Turniers haben einen Tag nach dem Finale eine Liste der besten Spieler des Turniers veröffentlicht, welche die Mannschaft des Turniers bildet.
| Torhüter        | Abwehr                                                         | Mittelfeld                                                     | Stürmer       |
| --------------- | -------------------------------------------------------------- | -------------------------------------------------------------- | ------------- |
| Alexander Nübel | Lukas Klostermann Jonathan Tah Jesús Vallejo Benjamin Henrichs | Mahmoud Dahoud Fabián Dani Olmo Luca Waldschmidt Dani Ceballos | George Pușcaș |

## Schiedsrichter
Die UEFA nominierte für das Turnier neun Schiedsrichtertrios, bestehend aus jeweils einem Hauptschiedsrichter und zwei Assistenten. Im Gegensatz zu früheren Ausgaben wurden dieses Mal keine zusätzlichen Torrichter benannt. Stattdessen kam der Videobeweis zum Einsatz. Zu diesem Zweck nominierte die UEFA insgesamt 14 Video-Schiedsrichter, die auch als vierte Offizielle eingesetzt werden konnten.
| Land                                       | Schiedsrichter    | Schiedsrichterassistenten                 |
| ------------------------------------------ | ----------------- | ----------------------------------------- |
| Schweden                                   | Andreas Ekberg    | Mehmet Culum Stefan Hallberg              |
| Niederlande                                | Serdar Gözübüyük  | Charles Schaap Jan de Vries               |
| Israel                                     | Orel Grinfeld     | Roy Hassan Idan Yarkoni                   |
| Serbien                                    | Srđan Jovanović   | Milan Mihajlović Uroš Stojković           |
| Bulgarien                                  | Georgi Kabakow    | Martin Margaritow Dijan Walkow            |
| Rumänien                                   | István Kovács     | Mihai Artene Vasile Marinescu             |
| Belarus                                    | Aljaksej Kulbakou | Aleh Maslianka Dsmitry Schuk              |
| Schottland                                 | Robert Madden     | Francis Connor David Roome                |
| Lettland                                   | Andris Treimanis  | Haralds Gudermanis Aleksejs Spasjonnikovs |
| Video-Schiedsrichter und Vierte Offizielle |                   |                                           |
| Land                                       | VAR1              | VAR2                                      |
| England                                    | Stuart Attwell    | Paul Tierney                              |
| Spanien                                    | Ricardo de Burgos | Javier Estrada Fernández                  |
| Frankreich                                 | Ruddy Buquet      | François Letexier                         |
| Deutschland                                | Christian Dingert | Tobias Stieler                            |
| Italien                                    | Michael Fabbri    | Marco Guida                               |
| Niederlande                                | Jochem Kamphuis   | Bas Nijhuis                               |
| Portugal                                   | Luís Godinho      | João Pinheiro                             |